# Emma Portheine-Rink
Emma Elisabeth Petronella-Rink, geborene Rink (geboren am 8. August 1881 in Tiel; gestorben am 10. Dezember 1974 in Leidschendam), war eine niederländische Malerin, Aquarellistin und Zeichnerin.

## Leben
Emma Rink wurde am 8. August 1881 in Tiel geboren. Sie war die Tochter des Anwalts und Innenministers Pieter Rink und der Emelie Petronella van Lidth de Jeude. Sie besuchte die Genootschap Kunstoefening in Arnhem und die Vrije Academie in Den Haag. Rink heiratete am 17. August 1911 den Künstler Bernard Richard Hendrik Portheine. Ihr Sohn war der Politiker Frits Portheine.
Als Aquarellistin, Malerin, Zeichnerin und Federkünstlerin gehörten zu ihren Motiven Stillleben, Landschaften (als Genre) und Porträts. Sie war Mitglied der Schilderessenvereniging ODIS und wurde von Sieger Baukema unterrichtet und lebte im Huize Boszicht in Den Haag.